# Literaturkritik

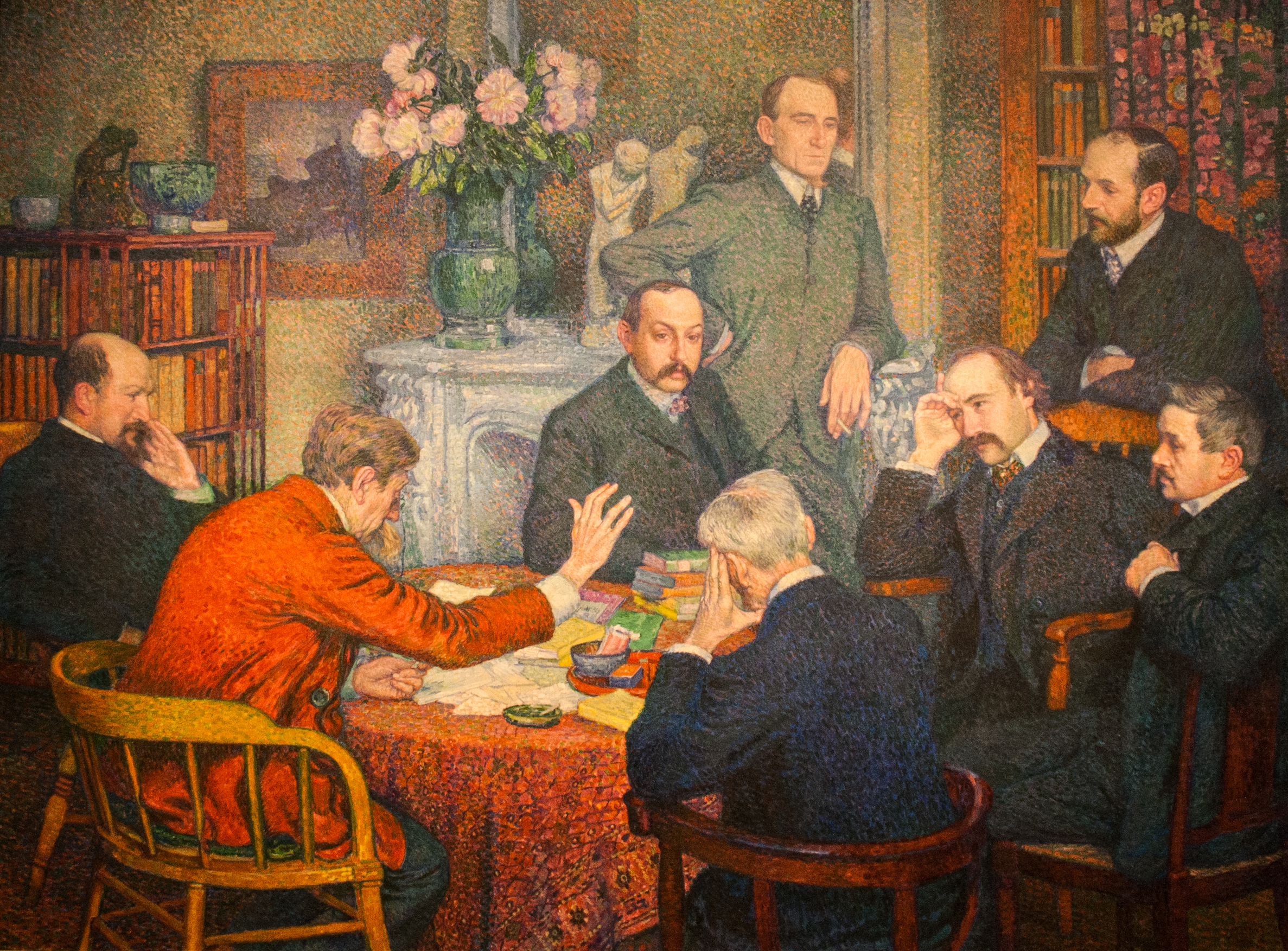
Théo van Rysselberghe: Die Lesung (1903). Von links nach rechts: Félix Le Dantec, Émile Verhaeren, Francis Vielé-Griffin, Henri-Edmond Cross, André Gide, Maurice Maeterlinck, Félix Fénéon und Henri Ghéon.

Die Literaturkritik oder Literaturbesprechung als Feld der Literaturdiskussion macht es sich anhand von Rezensionen zur Aufgabe, Werke der Literatur zu bewerten und einzuordnen. Sie erörtert aktuelle Neuerscheinungen, unterwirft aber auch immer wieder Werke weit älteren Datums kritischen Neubewertungen. Dabei bezieht sie gegebenenfalls in Vergleichen die Tendenzen landesweiter oder/und internationaler Literaturen in ihre Diskurse mit ein. (Siehe hierzu auch unter Literatur den Abschnitt: Geschichte des Diskussionsfeldes)
Eine Literaturkritik zu verfassen, kann wiederum synonym gebraucht werden, u. a. für das Verfassen einer monografischen oder essayartigen Abhandlung, beispielsweise über das Gesamtwerk eines Autors. Häufiger bezeichnet die Formulierung jedoch die allein ein literarisches Werk würdigende Literaturkritik, die auch Literaturrezension, Buchrezension, Buchbesprechung und Buchkritik genannt wird.
Literaturkritiker bzw. Rezensenten literarischer Werke sehen sich häufig als im Dienst des Publikums und/oder der Literatur stehend und bewerten die Werke im Hinblick auf implizite oder explizite Kriterien, die gegebenenfalls wie in der Literaturwissenschaft auch mit Verweisen auf entsprechende Literaturtheorien argumentieren. Die im Deutschen übliche Trennung zwischen Literaturkritik und Literaturwissenschaft ist in den angelsächsischen Ländern weniger ausgeprägt, der dort gebräuchliche Begriff literary criticism umfasst beides.

## Wegbereiter deutschsprachiger Literaturkritik
Vorbereitet wurde die deutschsprachige Literaturkritik im späten 17. und frühen 18. Jahrhundert von der philologischen Textkritik, die ihre Anregungen französischen Denkern wie Pierre Bayle verdankte. So entwickelte Johann Christoph Gottsched in seinem Versuch einer Critischen Dichtkunst (1730) eine strenge Regelpoetik, auf deren Grundlage die Qualität von Literatur beurteilbar werden sollte. 1741 folgten Johann Jacob Bodmers Critische Betrachtungen über die poetischen Gemaehlde der Dichter. Die Leistung von Literaturtheoretikern wie Gottsched und Bodmer liegt darin, dass sie erstmals Kriterien entwickelten, an denen Literaturkritik sich orientieren konnte.
Die folgende Liste beansprucht keine Vollständigkeit, sucht jedoch – sortiert nach deren jeweiligem Geburtsjahr – zumindest einige der wichtigsten Literaturkritiker zu benennen:
- Gotthold Ephraim Lessing (1729–1781) – Auch wenn Marcel Reich-Ranicki Lessing nur bedingt als „großen“ Literaturkritiker anerkennen mag, da seine hinterlassenen Kritiken „längst verblaßt und bestenfalls von historischer Bedeutung“ seien, räumt er ein: „Doch was wir dem Theoretiker der Kritik schulden, ist zu einem erheblichen Teil noch keineswegs überholt.“ Und er bekräftigt im Anschluss daran ausdrücklich eine Anmerkung aus dem Jahr 1806 von Adam Müller (1779–1829), wonach Lessing „eigentlicher Urheber, Vater der deutschen Kritik“ sei.[2]
- Moses Mendelssohn (1729–1786)[3]
- Friedrich Nicolai (1733–1811)
- Johann Gottfried Herder (1744–1803)
- Friedrich Schlegel (1772–1829)
- Ludwig Börne (1786–1837)
- Heinrich Heine (1797–1856)
- Moritz Heimann (1868–1925)
- Hermann Bahr (1863–1934)
- Karl Kraus (1874–1936)
- Kurt Tucholsky (1890–1935) – Seine meist „marktzugewandten“, vergleichsweise kurzen Rezensionen unterscheiden sich von den ansonsten weit umfangreicheren und analytischeren Essays in der Literaturkritik. Wiewohl „exquisiter Literaturkenner“, verfasst er keine Sachverständigengutachten, sondern „ungezwungene Berichte eines Lesers […], der sich beklagt oder begeistert“. Laut Reich-Ranicki ist er damit ein „genialer Conférencier, doch jener Tradition der deutschen Kritik treu, die einst Lessing begründet hat“.[4]
- Friedrich Sieburg (1893–1964)
- Hans Mayer (1907–2001)
- Golo Mann (1909–1994)
- Hilde Spiel (1911–1990)
- Marcel Reich-Ranicki (1920–2013)
- Walter Jens (1923–2013)
- Joachim Kaiser (1928–2017)

→ Zur historischen Entwicklung der Literaturkritik siehe auch unter Literatur die Abschnitte Definitionen sowie Geschichte des Diskussionsfeldes

## Literaturkritische Text- und Medienformate
- Literaturkritiken können einen literaturwissenschaftlichen Ansatz haben, der zuweilen sogar streng geisteswissenschaftlichen bzw. philologischen Ansprüchen genügen will und sich so analytisch wie ausführlich auf ein Werk im Kontext seines Autors, seiner vorherigen Werke und seiner Lebensumstände einlässt. Literaturkritiken mit diesem Anspruch wurden und werden in der Regel wiederum in eigenständigen Büchern, u. a. als Monografie publiziert. Wiewohl als Sekundärliteratur eigentlich nachgeordnet, wurden und werden insbesondere Literaturkritiken aus der Frühzeit wegen ihrer die Zeiten überdauernden Qualität als eigenständige, durchaus auch unterhaltsame Meisterwerke der Literatur geschätzt.

Weit populärer sind jedoch die kleineren publizistischen Formen, die ihren Niederschlag in Fachzeitschriften und vor allem im Feuilleton von Zeitungen und Zeitschriften finden:
- in Literaturrezensionen, die als essayartige Abhandlungen analog zum literaturwissenschaftlichen Ansatz für ihre noch sehr weitgehende, Quellen kennzeichnende und mehrere Seiten umfassende Analyse eines Werkes jedoch eine literarische Ausformung suchen, meist in zuspitzender Pointierung, bei negativer Bewertung zuweilen sogar als Polemik. Autoren solcher Literaturkritiken machen sich selbst dabei als Person durchaus kenntlich und nutzen für diese Art der Rückschau auf ein literarisches Werk zumeist die Ich-Perspektive.
- in Literaturrezensionen bzw. Buchbesprechungen, die vergleichsweise knapp den Inhalt eines Werkes nur noch andeuten – ohne z. B. das Ende zu verraten – und dem dann eine etwas ausführlichere Bewertung des Gesamteindrucks anfügen. Sie umfassen in der Regel ein bis drei Normseiten, als Kurzhinweise zuweilen weit weniger. Autoren solcher Literaturkritiken bleiben als Person im Hintergrund. Selbst ihre namentliche Signatur am Ende ihrer Artikel wird bei Zitaten nicht selten unterschlagen und nur noch das sie veröffentlichende Printmedium genannt. Sehr große Verbreitung finden Literaturrezensionen im Internet, wobei hier inzwischen vermehrt auch auf reine Kundenmeinungen abgehoben wird.

→ Siehe hierzu auch den Abschnitt unten:  Literaturrezensionen im Feuilleton
In den dem Feuilleton anverwandten Kultursendungen von Rundfunk und Fernsehen wurden für die Literaturkritik spezifische Formen gesucht.
- Kaum noch üblich ist im Rundfunk das reine Verlesen einer Kritik, stattdessen wird meist wie im Deutschlandradio ein Literaturkritiker zu einem Werk interviewt.
- Die vermutlich weltweit erste Buchbesprechung im Fernsehen entstand bereits Mitte 1939 und prägte das bis heute gebräuchliche Format einer TV-Rezension: Gezeigt werden Kameraeinstellungen mit dem Buchcover im Zentrum, mit einem Moderator und einem Experten, sowie von Schauspielern nachgespielte illustrierende Szenen.[5] Im Nachkriegs-Fernsehen orientierten sich Büchersendungen wie das Bücherjournal auf N3 an diesem Format, ließen ebenfalls einzelne Szenen eines Buches nachspielen und bewerteten das Buch am Ende des jeweiligen Beitrags.
- Marcel Reich-Ranicki hingegen diskutierte von 1988 bis 2001 zusammen mit Hellmuth Karasek und Sigrid Löffler sowie später Iris Radisch regelmäßig literarische Werke in der ZDF-Fernsehsendung Das literarische Quartett – als literaturkritisches Expertengespräch ohne Spielszenen, aber ebenfalls mit großformatiger Präsentation des Buchcovers. Danach wurde im ZDF bis Mitte 2008 Elke Heidenreichs Sendung Lesen! ausgestrahlt, die allerdings von vorneherein nicht als literatur-kritische Sendung konzipiert war, sondern allein auf den subjektiven Geschmack Heidenreichs abhob. In der ARD setzt seit 2003 Denis Scheck mit seiner Sendung Druckfrisch neue gestalterische Akzente, indem er u. a. die in den aktuellen Bestsellerlisten von Der Spiegel und buchreport jeweils zehn meistverkauften Belletristik- und Sachbuch-Hardcover-Ausgaben in plakativen Kurzrezensionen bespricht und danach nicht selten auch gleich in die Tonne wirft.[6]

Die Wirkung solcher im Fernsehen ausgestrahlten Literaturkritik übertrifft die in den Printmedien bei weitem und kann unmittelbar über die Erfolgschancen oder auch den Misserfolg eines Buchs entscheiden. Insgesamt aber wird nicht nur die im Fernsehen ausgestrahlte Literaturkritik des Öfteren nicht zuletzt als Teil einer „Kulturindustrie“ kritisiert.

## Literaturrezensionen im Feuilleton
Die Literaturrezension im Feuilleton, auch Buchrezension, Buchbesprechung oder Buchkritik genannt, ist als Disziplin der Literaturkritik eine der bislang gebräuchlichsten und bekanntesten Formen der Rezension. Für die Allgemeinheit gedacht, werden Rezensionen literarischer Werke in Printmedien wie Zeitungen, Zeitschriften und Magazinen, in Rundfunk und Fernsehen sowie im Internet veröffentlicht. Für spezielle Themenfelder, z. B. Kinder- und Jugendliteratur, finden sich aber auch jeweils darauf ausgerichtete Fach- und Themenzeitschriften. Rezensionen dieser Art dienen zur Orientierung und Einordnung der jährlich neuerscheinenden Buchtitel, auch wenn sie nur einem Bruchteil dieser Neuerscheinungen Aufmerksamkeit schenken können. Zielgruppe sind neben der interessierten Leserschaft von Büchern u. a. auch Bibliotheken.

### Äußere Form
Buchrezensionen enthalten in der Regel neben den bibliografischen Angaben (Autor, Titel, Verlag, Preis, Erscheinungsjahr etc.) und der Beschreibung äußerer Merkmale (Einbandart, Druckbild, Illustrationen etc.) eine Vorstellung von Aufbau, Inhalt und Zielsetzung des Werkes, sowie eine kritische Würdigung bzw. Beurteilung der Qualität des Textes. Die Buchrezension kann der literarischen Form und dem Umfang nach als Essay verfasst sein, sehr häufig ist jedoch die eher knapp gehaltene, kaum mehr als ein, zwei Seiten umfassende Buchbesprechung, die sich meist nur noch als entweder summarisch empfehlender oder ablehnender Hinweis auf ein Werk versteht.

### Prozedere und Erwartungshaltung
Je nach Größe eines Verlages wird neben anderen Werbemaßnahmen wie Frühjahrs- und Herbstprospekten ein gewisser Anteil einer Buchauflage für Rezensions- und Leseexemplare sowie Fahnenausdrucke einkalkuliert. Die Bestellung und Verteilung dieser sich per se als Werbematerial verstehenden Gratisexemplare erfolgt in der Regel nach folgendem Muster:
- Meist drei bis vier Monate vor Erscheinen des Frühjahrs- oder Herbstprogramms werden die Prospekte möglichst genau nach Interessenlage abgestimmt an die Redaktionen und den Redaktionen zuarbeitenden Freien Mitarbeitern verschickt.
- Die Freien Mitarbeiter leisten nicht selten einen großen Teil der Vorarbeit an Prospektsichtung, die jedes Halbjahr je nach Interessengebiet bis zu einem Drittel Regalmeter und mehr umfassen kann. Sie leiten ihre Vorschläge an die Redakteure weiter, die mit ihnen dann eine endgültige Auswahl treffen und entsprechende Aufträge an sie vergeben.
- Redakteure oder/und Freie Mitarbeiter bestellen dann je nach Dringlichkeit Fahnen, das sind ungebundene und manchmal auch vom Autor noch nicht endgültig freigegebene Druckseiten des kompletten Werkes, oder die Rezensionsexemplare aus der fertiggestellten Auflage. Leseexemplare unterscheiden sich insofern von ihnen, als sie zwar auch schon gebunden, zuweilen aber von abweichender Binde-, Druck- und Papierqualität oder auch um Seiten mit Informationen zu Autor und Werk erweitert sind. Solche Leseexemplare werden nicht nur Redaktionen und Freien Mitarbeitern oft sogar unverlangt zugestellt, sondern auch den Buchhändlern, sind es doch jene Titel, von denen sich die jeweiligen Verlage die größte Beachtung erhoffen. Damit Rezensionsexemplare nicht in den freien Handel gelangen, werden sie im Innenteil mit einem Stempel versehen. Trotzdem werden sie im Online-Handel, wie z. B. bei eBay, in großer Zahl angeboten.
- Nachdem die Titel entweder von der Redaktion oder direkt vom Verlag zugestellt wurden, beginnt der Rezensent schließlich mit der oft mehrmaligen Lektüre eines Buches. Sie geht einher mit dem Anstreichen relevanter Textstellen, um diese dann beim zweiten Lesen noch einmal mit dem ersten Gesamteindruck in Beziehung zu setzen und zu gewichten.
- Da die Länge einer Rezension meist zeilengenau vorgegeben ist, muss sich jeder Rezensent genau überlegen, wie viel Platz er für die Inhaltsbeschreibung, die kontextuelle Einordnung des Werkes und die wertende Kommentierung einräumt. Kleinere Ungenauigkeiten müssen so unter Umständen zugunsten eines positiven Gesamteindrucks „unterschlagen“ werden – und umgekehrt.
- Die Artikel der Rezensenten werden an die Redaktion zugestellt und dort redigiert, d. h. auf inhaltliche und orthographische Fehler überprüft und gegebenenfalls auch gekürzt, wenn der Platz in der Druckausgabe einer Zeitung nicht ausreicht.
- Die Rezension wird veröffentlicht – oder auch nicht, nicht zuletzt weil die meisten Printmedien den Literaturrezensionen in den letzten Jahren immer weniger Platz einräumen. Der Abdruck einer Rezension kann deshalb auch ganz entfallen, wenn sich ihr Abdruck zu weit nach hinten geschoben hat. Insbesondere in Tageszeitungen darf ein Buch heutzutage maximal ein Jahr vorliegen, damit dazu noch eine Rezension veröffentlicht wird.

### Veränderte Gewichtung im Feuilleton
Das Feuilleton der Tageszeitungen hat in den letzten Jahren eine bemerkenswerte Verschiebung der zu besprechenden Kulturleistungen vorgenommen. Hatten noch Anfang des 20. Jahrhunderts vor allem die kritische Betrachtung der Aufführungen von Theater- und Opernbühnen, von Literatur und Bildender Kunst Vorrang, so etablierte sich im Rahmen der fortschreitenden technischen Entwicklung zusätzlich auch die Besprechung von Kinofilmen, Fernsehsendungen, Musikaufnahmen und Hörbüchern. Neben diesen „Ablegern“ bisheriger Kunstformen sind zudem nun auch Computerspiele und Software Teil des Feuilletons geworden. All diese Weiterungen hatten eine Verdrängung zur Folge, die derzeit vor allem zulasten der Literatur, insbesondere von Belletristik sowie Kinder- und Jugendliteratur gehen. Hatten noch in den 1970er Jahren selbst die wöchentlich erscheinenden Stadtmagazine gleich mehrere Doppelseiten für Buchbesprechungen eingeplant, wurde das spätestens Ende der 1990er in den Stadtmagazinen zumeist auf die Besprechung eines einzigen Titels pro Ausgabe reduziert. (Tageszeitungen handhaben das je nach Zielgruppe unterschiedlich, in Deutschland sind insbesondere noch die Frankfurter Allgemeine Zeitung, die Süddeutsche Zeitung und Der Tagesspiegel für eine vergleichsweise breit aufgestellte Literaturkritik bekannt.)
Die Folgen sind tiefgreifend. Hatten viele Zeitungen einst den Ehrgeiz, unbekannte Autoren zu entdecken und bekannt zu machen, geht es seither oft den umgekehrten Weg: Die Buchtitel und ihre Autoren sind entweder schon seit Jahrzehnten bekannt oder müssen erst durch aufwendige Werbemaßnahmen – möglichst in Funk und Fernsehen – bekannt gemacht worden sein, damit ihre Nennung und Erörterung für das jeweilige Feuilleton attraktiv ist. Das geht einher mit dem Verhalten der Leser, die immer seltener in Buchhandlungen gehen, um gute Literatur selbst zu erstöbern, sondern sich auf die Empfehlungen einiger weniger Fernsehgrößen verlassen.

### Sammelrezensionen
Ein weiteres Merkmal der veränderten Gewichtung von Literaturrezensionen im Feuilleton ist die immer mehr um sich greifende Reduzierung des Zeilenumfangs, die sich bis auf Sammelrezensionen verknappt und damit auch den Verlust an aufklärerisch kritischem Gehalt in Kauf nimmt. In ihnen werden nicht zuletzt aus redaktionellen Gegebenheiten, wie dem vom Verlag immer weniger dafür eingeräumten Platz, mehrere Werke ähnlicher Thematik im Zusammenhang besprochen und wenn schon nicht vergleichend bewertet, so zumindest einander gegenübergestellt.

### Ethos der Literaturrezension
Jedwede Form von Sekundärliteratur, also auch die Rezension, ist anfechtbar, da zur möglichst objektiv wiederzugebenden Beschreibung eines Gegenstandes immer auch die kommentierend subjektive Sicht des Rezensenten gehört. Das Erarbeiten von Rezensionen fordert deshalb neben Sach- und Fachkenntnis schon immer auch solche Unwägbarkeiten wie Moral, Gewissen und Verantwortungsgefühl heraus. Im Idealfall liebt der Rezensent den Gegenstand seiner Betrachtung, ist hochgebildet und zu Vergleichen befähigt, da er möglichst in Theorie und Praxis alle Akteure und Gegenstände seines Gebietes bzw. Themas kennt – nicht nur aus der Gegenwart, sondern auch aus der Vergangenheit – und damit gegebenenfalls sogar Schlüsse für künftige Trends zu ziehen vermag. Festzuhalten verdient auch, dass der Rezensent immer notwendig auch dem „Zeitgeist“ verhaftet ist und als Stellvertreter des zeitgenössischen Publikums seinen Lesern einen Dienst, nämlich Orientierung zu leisten, schuldig ist.
In der Blütezeit, etwa Ende des 19. Jahrhunderts bis in die 1970er Jahre, war das Verfassen von Rezensionen bzw. Kritiken durchaus einträglich genug, um davon leben zu können. In jenen Zeiten war auch das Ethos allgemein verbreitet, sich als Rezensent bzw. Literaturkritiker niemals mit dem Sujet seiner Betrachtung gemein machen zu dürfen, also z. B. als Literaturkritiker nicht zeitgleich belletristische oder lyrische Bücher zu veröffentlichen – wiewohl Wegbereiter deutschsprachiger Literaturkritik wie Gotthold Ephraim Lessing sich durchaus auch durch eigenständige Werke der Primärliteratur ausgezeichnet haben.
Nicht nur die heutige Realität bildet eine Grauzone ab. So gab und gibt es zu allen Zeiten Rezensionen, deren Hymnen aber auch Verrisse bzw. Polemiken einen unlauteren Hintergrund haben können: das reicht von mit Verlagen und Autoren in Freundschaft verbundener Gefälligkeit bis zur persönlichen Rachsucht. Doch beide Extreme würden, allzu kenntlich und allzu häufig eingesetzt, auf den Rezensenten selbst zurückfallen und das für sein Anliegen notwendige Ringen um Anerkennung seiner Kompetenz und Glaubwürdigkeit in Frage stellen.
Da Rezensionen beträchtliche wirtschaftliche Auswirkungen haben können und für Schriftsteller neben dem Publikumskontakt auf Lesereisen oft auch ein wichtiges Echo ihrer Arbeit sind, wird von ihnen jedenfalls das Ignorieren bzw. die Nichtbesprechung eines Buches weit schlimmer als ein Verriss empfunden.
Da die meisten, insbesondere kleineren Printmedien den Literaturrezensionen in den letzten Jahren immer weniger Platz einräumen, verengt sich deren Bewertungsskala zumeist auf mehr oder weniger ausdrückliche Empfehlungen, während Verrisse und vor allem unentschiedene Besprechungen, die sowohl positive wie negative Eigenschaften eines Werkes würdigen, ohne daraus ein eindeutig positives oder negatives Fazit zu ziehen, kaum noch abgedruckt werden.

### Gegenwärtige Entwicklung der Literaturrezension
Je kürzer die Rezension ist, umso mehr neigt sie entweder zum Hinweis auf die bloße Existenz oder zur verknappten Kommentierung des besprochenen Gegenstandes. Kurze Besprechungen verlangen von Rezensenten ein Maß an Verdichtung, das dem Gegenstand gegenüber nur selten angemessen und wenn, dann nur unter hohem zeitlichen Aufwand geleistet werden kann. Dies einhergehend mit immer weniger Aufträgen und einem seit Jahren gleichen oder sogar geringeren Zeilenhonorar, erbringen meist nur noch festangestellte Journalisten oder gar Redakteure diese Aufgabe „nebenbei“, während zuvor mit diesem Schwerpunkt professionell tätige Freie Mitarbeiter nun mehr oder weniger außen vor sind.
An ihre Stelle rückte insbesondere im Bereich der Literatur eine aus Journalistensicht semiprofessionelle Gruppe von Rezensenten, die nicht selten selber, wie schon in den Anfängen des Rezensierens, Schriftsteller sind. Ihre Motivation zum Verfassen von Rezensionen erklärt sich nicht zuletzt aus der möglichen Teilhabe an Gratisbesprechungsexemplaren und dem damit einhergehenden kontinuierlich zeitnahen Überblick ihres Interessengebietes. Neben der Möglichkeit zur wiederholten Etüde in der kurzen Form, wird die am Ende der Rezensionen übliche Nennung des Autorennamens und der Kontakt zu einer Literaturredaktion als Vorteil angesehen. Selbst das zumeist sehr niedrige Honorar stellt für viele freie Schriftsteller ein nicht zu verachtendes Zubrot dar. Kann von dieser Art Rezensenten, zu denen oft genug auch Lehrer zählen, immerhin noch Einiges an Qualität in Sachen Stil und Inhalt erwartet werden, gilt dies weit weniger für eine noch kostengünstigere Rezensentengruppierung, die sich vor allem im Internet etabliert hat und bald auch die semiprofessionellen Rezensenten verdrängen könnte. Gemeint sind Leser- bzw. Kundenmeinungen, die in hierfür extra begründeten Internetportalen ein immer breiteres Forum finden. Was oft genug der Form, dem Inhalt und der kontextuellen Vergleichbarkeit nach kaum noch als Rezension durchgehen kann, bezieht in diesen Foren seinen Vorteil aus der schieren Anzahl an Meinungen zu einem Werk.

### Zur Rezeption von Literaturrezensionen
Rezensionen sind als Teil des Feuilletons wiederum Teil des Journalismus, somit in der Regel nur für einen Tag (französisch: le jour) präsent. Auch in Wochenzeitschriften oder monatlich erscheinenden Magazinen werden sie kaum mehr als einmal gelesen. Dieser Umstand korrespondiert durchaus mit dem Charakter einer Momentaufnahme, den eine solche Rezension letztlich nur haben kann. Nicht selten, dass auch namhafte Kritiker Jahre oder Jahrzehnte später ein in ihren Rezensionen getroffenes Urteil über einen Autor oder ein Werk revidieren. Das Internet mit seinen archivierten Datenbanken ist dabei, diese Geltung für nur einen Tag zumindest hinsichtlich ihrer Verfügbarkeit zu verändern, sind doch nun auch Rezensionen mittels Suchmaschinen jederzeit und theoretisch für alle Zukunft abrufbar. Abgesehen von einigen wenigen Ausnahmen, wie beispielsweise den Rezensionen Ludwig Börnes, die auch für sich genommen wegen ihres formvollendeten Stils noch nach über hundert Jahren lesenswert erscheinen, dürften Rezensionen nach einiger Zeit nur noch (oder immerhin) für Historiker zur Zitationsanalyse eines Meinungsbildes aus einer bestimmten Epoche von Interesse sein.
Wie und ob eine Rezension aufgenommen wird, hängt zuallererst von der Interessenlage des Lesers ab. Doch auch die Ausrichtung, die mehr oder weniger hervorgehobene Einbettung in das jeweilige Medium und nicht zuletzt die Qualität einer Rezension bestimmen das Spektrum ihrer Wahrnehmung, das vom schlichten Überlesen- bzw. Überblättertwerden bis zum Zitat in anderen Medien reichen kann.
Der Rezensent selbst wird meist nur von den Verlagen und Autoren namentlich zur Kenntnis genommen. Merken sich darüber hinaus auch Leser der Rezensionen seinen Namen, so deshalb, weil sie nach Lektüre mehrerer Artikel entweder Vertrauen zu seinen Einschätzungen gefasst haben oder sie gleichsam als Negativbarometer nutzen, um von der gegenteiligen Bewertung eines Buches auszugehen. (Siehe hierzu auch weiter oben: Ethos der Literaturrezension)

## Literaturrezensionen im Internet
Eine vergleichsweise neue Spielart der Publikation von Rezensionen bietet das Internet. So haben die meisten Zeitungen, Zeitschriften und Magazine auch Online-Redaktionen eingerichtet und veröffentlichen dort ihre Artikel oft sogar schon vor Drucklegung ihrer Printmedien und ohne die Autoren dafür gesondert zu honorieren. Finanziell getragen werden diese Online-Ausgaben, wie auch die Printausgaben, von Werbeanzeigen bzw. Werbebannern. Dennoch muss des Öfteren für das Abrufen der in Datenbanken archivierten älteren Artikel bezahlt werden.
Neben den bereits unter Entwicklung der Literaturrezension erwähnten Onlineportalen für laienhafte Lesermeinungen haben sich aber auch sehr ambitionierte Portale für Rezensionen herausgebildet. Darunter sind ehemalige oder noch aktive Freie Mitarbeiter, die ihre bereits in den Printmedien veröffentlichten Rezensionen im Internet archivieren und damit der Öffentlichkeit über den Tag des Abdrucks hinaus unentgeltlich zugänglich machen. Dies gilt auch für auf Literaturthemen spezialisierte Internetradios und Podcastlabel. Ferner gibt es Meta-Portale, die teils von Hochschulen, teils von Suchmaschinen aber auch auf private Initiative hin entwickelt wurden, um wiederum Links zu beachtenswerten Rezensionsportalen aufzulisten.
Um die Kosten für die Betreuung solcher Portale in Grenzen zu halten, werden die Rezensionen oft mal mehr oder weniger grafiklastig mit Internetbuchhändlern verlinkt. Im Falle, dass ein Leser diese Links anklickt und ein Buch erwirbt, wird der Inhaber des Portals mit einem geringfügigen Prozentsatz an dem veranschlagten Buchpreis beteiligt.

## Literaturkritiker und/oder Rezensent
Die Bezeichnung Literaturkritiker wird – ähnlich der Bezeichnung Schriftsteller im Gegensatz zum Autor (siehe hierzu auch den Abschnitt mit Definitionen zum: Begriff Schriftsteller) – zuweilen als bedeutsamer angesehen als die Bezeichnung Rezensent. Diese Bezeichnungen sind jedoch weder rechtlich geschützt noch ihren Tätigkeitsmerkmalen nach – insbesondere im Rahmen der vom breiteren Publikum zumeist nachgefragten kleineren Literaturkritiken resp. Literaturrezensionen – eindeutig voneinander abzugrenzen.
Maßgebliche Kriterien für eine solche Unterscheidung könnten Anzahl, Umfang und Ort der Publikationen eines Literaturkritikers bzw. Rezensenten sowie dessen Renommee in der Fachwelt und in der Öffentlichkeit sein:
- Wer z. B. unregelmäßig als freier Mitarbeiter Literaturrezensionen in einer Zeitung oder Zeitschrift mit geringer Reichweite und nicht-literarischer Schwerpunktsetzung publiziert oder/und sich ausschließlich auf die kleine Form von Buchbesprechungen zu Titeln eines Genres (wie z. B. das der Kriminalliteratur) beschränkt, wird nach dieser Unterscheidung „nur“ als Rezensent angesehen.
- Als Literaturkritiker hingegen wird demnach angesehen, wer – häufig nach entsprechend geisteswissenschaftlichem Hochschulstudium – nachweislich alle Formen der Literaturkritik anzuwenden vermag, sich dabei u. a. im umfassenden Maß auch auf die Literaturgeschichte aller als relevant erachteten Literaturen bezieht. Ein weiteres Merkmal ist oft auch die bereits mehrjährige Festanstellung z. B. in einer allseits anerkannten, überregional vertriebenen Zeitung – sei es ausschließlich als Autor oder als Redakteur oder gar Leiter der Literaturredaktion – samt der damit verbundenen Vernetzung mit anderen Publikationsorganen. Der Literaturkritiker Marcel Reich-Ranicki hatte neben seinen Rezensionen u. a. auch mehrere Monografien zu einzelnen Autoren und ihren Werken verfasst, darüber hinaus nicht zuletzt mit seiner Sendung Das literarische Quartett einen derart hohen Grad an Bekanntheit erlangt, dass ihm die meist pejorativ-ironisch, aber durchaus auch respektvoll gemeinte Bezeichnung „Literaturpapst“ zuteilwurde.

## Verhältnis zwischen Autoren und Kritik
Seit es Kunst-, Theater- und Literaturkritik gibt, wird sie von betroffenen Künstlern mit Unbehagen betrachtet, sofern sie ungünstig ausfällt. Oft umstritten sind dabei die Kriterien und Intentionen des Urteils. Der Schriftsteller und gleichzeitige Literaturkritiker Charles-Augustin Sainte-Beuve schrieb: „Der Scharfsinn des Kritikers erweist sich besonders an neuen Schriften, die noch nicht durch das Publikum erprobt sind. Erraten, vorauseilen, auf den ersten Blick beurteilen, das ist die Gabe des Kritikers. Wie wenige besitzen sie!“
Die Künstler selbst hinterfragen weniger den Scharfsinn als den gesenkten Daumen. „Schlagt ihn tot, den Hund! Er ist ein Rezensent.“, diese oft zitierte Verszeile schrieb Goethe 1774 in einem Gedicht als Antwort auf eine Rezension zu seinem im Vorjahr publizierten Theaterstück Götz von Berlichingen. In einem Brief aus Rom während seiner Italienischen Reise 1788 schrieb Goethe über kritische Kunstbetrachtung:

„O wie finde ich die Zuschauer so glücklich! die dünken sich so klug, sie finden sich was Rechts. So auch die Liebhaber, die Kenner. Du glaubst nicht, was das ein behägliches Volk, indes der gute Künstler immer kleinlaut bleibt. Ich habe aber auch neuerdings einen Ekel, jemanden urteilen zu hören, der nicht selbst arbeitet, daß ich es nicht ausdrücken kann. Wie der Tabaksdampf macht mich eine solche Rede auf der Stelle unbehäglich.“

Allerdings hat auch Goethe selbst Rezensionen verfasst, so kritisierte er das 1782 uraufgeführte Drama Die Räuber von Friedrich Schiller als zu gewalttätig. Schiller revanchierte sich 1788 mit einer anonymen, überwiegend negativen Kritik an Goethes neuem Drama Egmont.
George Bernard Shaw äußerte sich: „Kritiker sind blutrünstige Leute, die es nicht bis zum Henker gebracht haben.“ Der Schriftsteller Rolf Dieter Brinkmann sagte zu dem Literaturkritiker Marcel Reich-Ranicki in einer Podiumsdiskussion 1968: „Wenn dieses Buch ein Maschinengewehr wäre, würde ich Sie jetzt über den Haufen schießen“. Peter Handke äußerte in einem Interview mit André Müller, dass er es nicht bedauern würde, wenn Reich-Ranicki sterben würde. Als „[d]as selbstgerechte, wahllos wütende Haßgebrüll des entfesselten Kulturspießers“ kommentierte Andreas Kilb eine Äußerung Reich-Ranickis. Martin Walser thematisierte in seinem 2002 erschienenen Roman Tod eines Kritikers das Spannungsverhältnis zwischen Autor und Literaturkritiker und löste damit eine kontroverse öffentliche Diskussion aus.